# Blay (Band)
Blay ist ein Musikprojekt der beiden Schweizer Bligg und Marc Sway. 2021 veröffentlichten sie das gemeinsame Album Heimspiel und erreichten damit Platz eins der Schweizer Hitparade.

## Bandgeschichte
Der Rapper Marco Bliggensdorfer alias Bligg und der Sänger Marc Sway, der eigentlich Stefan Marc Bachhofen heisst, hatten beide in den frühen 2000ern ihre ersten Erfolge. Sie liefen sich hin und wieder über den Weg und 2005 arbeiteten sie erstmals zusammen, als Bligg einen Sänger für einen Refrain suchte. Sie lernten sich kennen, trafen sich von da an regelmässig und entwickelten eine langjährige Freundschaft.
2018 nahmen sie wieder gemeinsam ein Lied auf. Mit Us Mänsch hatten sie einen Top-20-Hit, der mehr als 2,5 Millionen Mal im Internet abgerufen und mit Platin ausgezeichnet wurde. Ausserdem wurde es im Jahr darauf für einen Swiss Music Award nominiert. Damals entwickelte sich die Idee zu einem gemeinsamen Projekt. Zwei Jahre später hatten sie mit Sorry Mama einen zweiten gemeinsamen Charthit und beschlossen daraufhin die Gründung von Blay als gemeinsame, auf zwei Jahre begrenzte Unternehmung. Geplant wurde ein gemeinsames Album sowie ein grosses Konzert im Züricher Hallenstadion.
Anfang Januar 2021 veröffentlichten sie die erste Blay-Single Denkmal und hatten damit einen kleineren Charterfolg. Danach stellten sie ihr Debütalbum Heimspiel fertig. Schon vor Veröffentlichung starteten sie eine Wohnmobiltour durch die Schweiz und veröffentlichten dazu den Song Wiederseh in 10 lokal angepassten Versionen. Am 7. Mai brachten sie dann das Album heraus, das auf Platz eins einstieg und sich 13 Wochen in den Charts hielt. Das für den 4. Dezember geplante Konzert musste dann allerdings aus organisatorischen Gründen um ein ganzes Jahr verschoben werden.

## Mitglieder

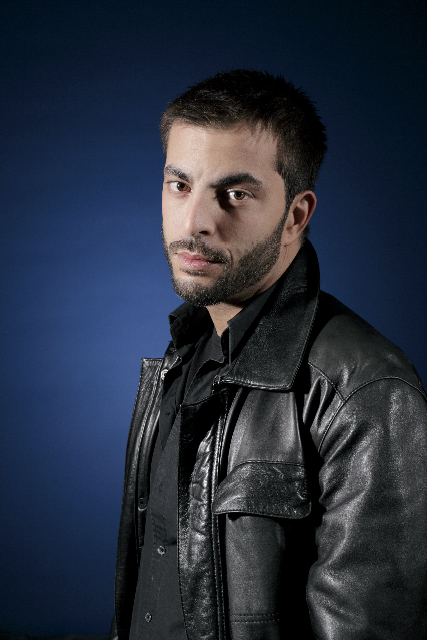
Bligg
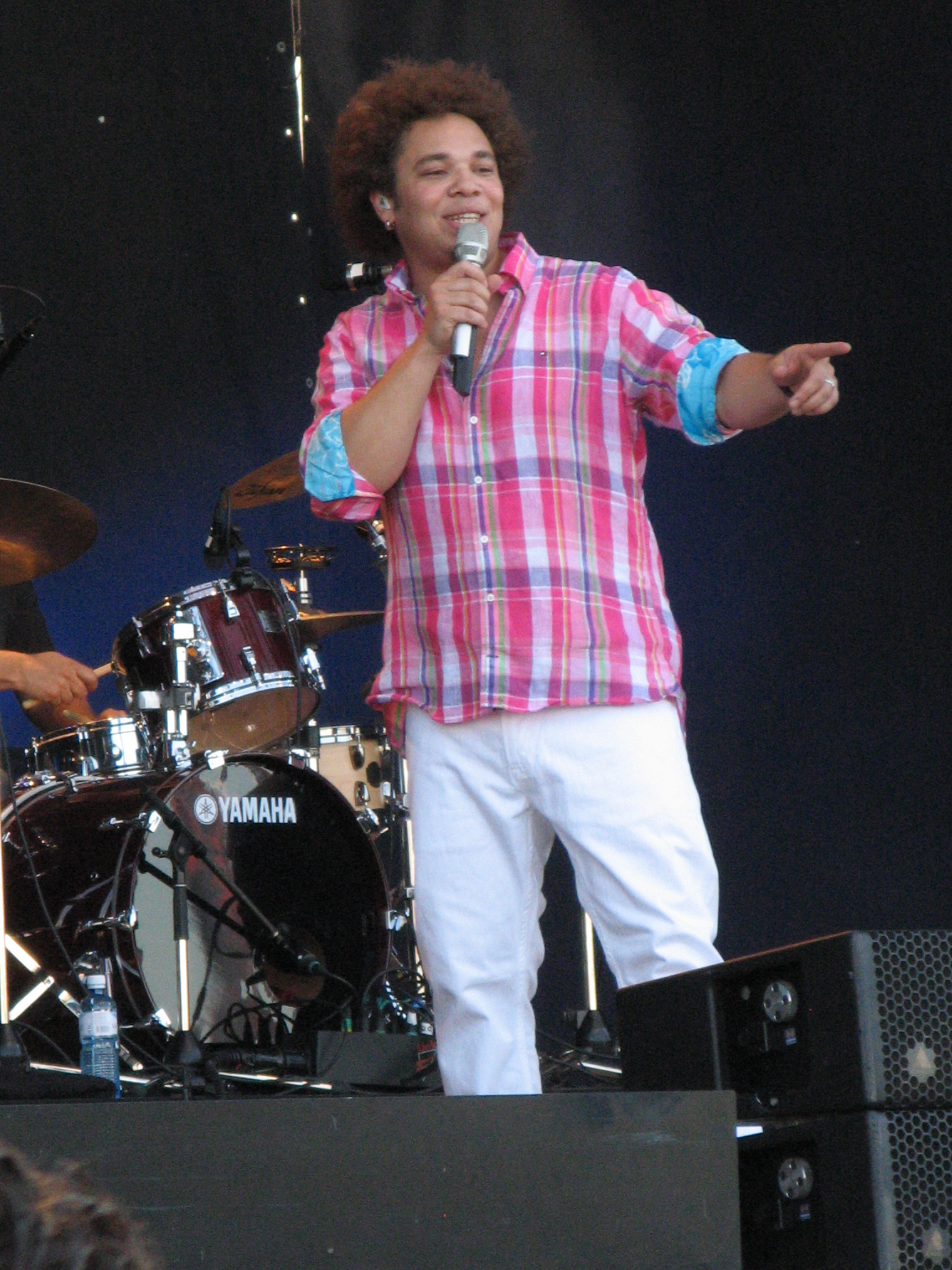
Marc Sway

## Diskografie
Alben
- Heimspiel (2021)
- Heimspiel – Training (Blayback Version) (instrumentale Version, 2021)
- Unplugged live (2021)
- Finale (2022)

Lieder
- Denkmal (2021)
- Wiederseh (2021)
- D’Schueh (2021)
- Mona Lisa (2022)